# Diocèse d'Ely
Le diocèse d'Ely (en anglais : diocese of Ely) est un diocèse anglican de la Province de Cantorbéry. Il s'étend sur le Cambridgeshire (à l'exception de Peterborough et de ses alentours, qui relèvent du diocèse de Peterborough) et sur l'ouest du Norfolk. Son siège est la cathédrale d'Ely.
L'évêque de Huntingdon est un évêque suffragant à ce diocèse.

## Archidiaconés
Le diocèse se divise en deux archidiaconés :
- L'archidiaconé de Cambridge
- L'archidiaconé de Huntingdon & Wisbech